# Lucrezia Borgia (film fra 1922)
Lucrezia Borgia er en tysk stumfilm fra 1922 af Richard Oswald.

## Medvirkende
- Conrad Veidt som Cesare Borgia
- Liane Haid som Lucrezia Borgia
- Albert Bassermann som Alexander VI
- Paul Wegener som Micheletto Corella
- Heinrich George som Sebastiano
- Adolf E. Licho som  Lodowico
- William Dieterle som Giovanni Sforza
- Lothar Müthel som Juan Borgia
- Alfons Fryland som Alfonso